# منطقه تاری-پوری
منطقه تاری-پوری یکی از منطقه های استان هلا واقع در کشور پاپوآ گینه نو می باشد. مرکز این منطقه پوری است. چمعیت منطقه مطابق با سرشماری رسمی سال ۲۰۰۰ میلادی ۵۱٬۸۹۸ بوده است. این منطقه خود از ۴ فرمانداری محلی تشکیل می گردد که هر فرمانداری به منظور سهولت در امر آمارگیری خود به چند بخش تقسیم می شود.

## تقسیمات
این منطقه دارای ۴ فرمانداری محلی است که اسامی آن ها به شرح زیر است:
- فرمانداری محلی روستایی هایاپوگا
- فرمانداری محلی روستایی تاگالی
- فرمانداری محلی شهری تاری
- فرمانداری محلی روستایی تبی